# Erastria lungtanensis
Erastria lungtanensis là một loài bướm đêm trong họ Geometridae.